# Delphine Batho
Delphine Batho (ur. 23 marca 1973 w Paryżu) – francuska polityk, działaczka partyjna, parlamentarzystka, od 2012 do 2013 minister.

## Życiorys
Absolwentka historii. W 1990 stanęła na czele organizacji licealistów, dwa lata później została wiceprzewodniczącą stowarzyszenia działającego na rzecz praw człowiek pod nazwą SOS Racisme. W połowie lat 90. związała się z Partią Socjalistyczną, stopniowo awansując w strukturze tego ugrupowania
W wyborach parlamentarnych w 2007 została wybrana do Zgromadzenia Narodowego XIII kadencji w jednym z okręgów wyborczych w departamencie Deux-Sèvres, z którego wcześniej posłowała Ségolène Royal. W marcu 2012 media ujawniły, iż mimo wysokich dochodów zajmuje jeden z dotowanych lokali socjalnych w Paryżu, odmawiając jego opuszczenia, zadeklarowała zdanie tego mieszkania dopiero po objęciu funkcji rządowej.
16 maja 2012 została powołana na urząd wiceministra sprawiedliwości w rządzie, którego premierem został Jean-Marc Ayrault. Utrzymała następnie mandat poselski w wyborach przeprowadzonych w kolejnym miesiącu. Po dokonanej 21 czerwca 2012 rekonstrukcji awansowała na stanowisko ministerialne, stając na czele resortu ekologii, zrównoważonego rozwoju i energii w drugim gabinecie tego samego premiera. Zdymisjonowana 2 lipca 2013 za krytykę rządu.
W wyborach w 2017 ponownie uzyskała mandat deputowanej. W maju 2018 opuściła socjalistów, została desygnowana na przewodniczącą Pokolenia Ekologii (od września 2018). W 2022 i 2024 ponownie wybierana do niższej izby francuskiego parlamentu.